# Ferris Bueller's Day Off
Ferris Bueller's Day Off (bra: Curtindo a Vida Adoidado; prt: O Rei dos Gazeteiros) é um filme americano de 1986, dos gêneros comédia adolescente e aventura, dirigido, coproduzido e escrito por John Hughes, considerado "o mestre dos filmes adolescentes dos anos 1980". O filme é estrelado por Matthew Broderick, Mia Sara e Alan Ruck, com Jennifer Grey, Jeffrey Jones, Cindy Pickett, Edie McClurg, Lyman Ward e Charlie Sheen em papéis coadjuvantes. 
O filme segue o protagonista Ferris Bueller, um aluno do último ano do ensino médio, que decide matar um dia de aula com seu melhor amigo e sua namorada para aproveitar um dia de sol em Chicago, enquanto quebra regularmente a quarta parede para explicar suas técnicas, crenças e pensamentos internos para o público.
Hughes escreveu o roteiro em menos de uma semana. As filmagens começaram em setembro de 1985 e terminaram em novembro, apresentando muitos pontos turísticos de Chicago, incluindo a Sears Tower, o Wrigley Field e o Art Institute of Chicago. O filme foi a carta de amor de Hughes para Chicago: "Eu realmente queria capturar o máximo de Chicago que pudesse. Não apenas na arquitetura e na paisagem, mas no espírito".
Lançado pela Paramount Pictures em 11 de junho de 1986, o filme se tornou o décimo filme de maior bilheteria do ano nos Estados Unidos, arrecadando US$ 70 milhões contra um orçamento de US$ 5 milhões. O filme recebeu críticas geralmente positivas de críticos e do público, que elogiaram a performance de Broderick, o humor e o tom do filme. A interpretação de Broderick, escolhido pessoalmente por Hughes para o papel, e posteriormente indicado ao Globo de Ouro de 1987 na categoria de melhor ator em comédia / musical pelo seu trabalho, é atualmente aclamada por críticos, como o brasileiro Rubens Ewald Filho, que a têm como o melhor trabalho do ator.
O filme, cuja mensagem principal é a de aproveitar a vida, é visto pela crítica moderna como um clássico e um paradigma do cinema da década de 1980, notável por ser uma obra cinematográfica que o espectador não se cansa de rever – muito embora a maior parte das apreciações iniciais tenha sido negativa. Em 2006, a revista brasileira Veja, ao comentar o lançamento do DVD do filme, vinte anos após sua estreia, disse ser uma obra definitiva e insuperável no estilo, e que não envelheceu: todo o tempo festeja a alegria de viver, em cenas antológicas.
Em 2014, o filme foi selecionado para preservação no Registro Nacional de Filmes dos Estados Unidos pela Biblioteca do Congresso, sendo considerado "culturalmente, historicamente ou esteticamente significativo". O filme foi seguido por uma série de televisão, estrelada por Charlie Schlatter no papel-título. Uma sequência spin-off intitulado Sam & Victor's Day Off, com foco nos dois manobristas que levaram a Ferrari do pai de Cameron para um passeio, está em desenvolvimento pela Paramount+.

## Enredo
Como podem esperar que eu vá para a escola num dia como este?(Ferris Bueller)
John Hughes escreveu o roteiro em apenas dois dias, e contou com várias cenas de improviso dos atores. O filme se desenrola da seguinte maneira:
Toda a história do filme passa-se na cidade norte-americana de Chicago, no dia 5 de junho de 1985. Ferris Bueller é um jovem aluno do último ano do colegial e pretende faltar às aulas naquele dia de sol. Assim, finge estar doente, enganando os pais, mas não a irmã Jeanie (Jean/Shauna), que se revolta com o sucesso dos ardis do garoto.
Tão logo se vê sozinho em casa Ferris prepara seu quarto para simular sua presença, e convoca seu melhor amigo, o hipocondríaco Cameron Frye, a buscá-lo em casa. Enquanto isto o Diretor do colégio, Ed Rooney, telefona para a Srª Katie Bueller para comunicar a falta do filho. Ferris naquele ano, ao contrário de seu desejo de ganhar um carro, fora presenteado com um computador e, enquanto o Diretor vê em seu monitor (ecrã) as nove faltas do aluno, Ferris invade a máquina do colégio e as reduz para somente duas. A mãe confirma, entretanto, que o jovem estava realmente doente.
Junto a Cameron, consegue mais uma vez enganar o Diretor: desta vez através de um telefonema dizem que a avó de sua namorada, Sloane Peterson, havia falecido. Para irem buscá-la, entretanto, Ferris convence seu amigo a pegar a Ferrari 250 GT California Spyder do pai dele. O carro, dos anos 1960, foi restaurado e é a paixão do pai de Cameron, que revela ser preferida pelo pai mais que a esposa e ele próprio. Ante a resistência do amigo, pois o pai sabia de memória a quilometragem do automóvel, Ferris sugere que voltem para casa em marcha a ré o que, segundo ele, faria retroceder o marcador.

O quadro Tarde de Domingo na Ilha de Grande Jatte, de Seurat, obra que fascinou Cameron

Assim, após se reunirem a Sloane, os três partem para o centro de Chicago, onde começa a série de aventuras. Guardando a Ferrari numa garagem pública, não percebem que dois garagistas decidem aproveitar a oportunidade para passearem em um carro tão especial. Dali, começam as aprontações de Ferris, que incluem fazer-se passar pelo "Rei da Salsicha de Chicago" e assim obterem uma mesa no exclusivo restaurante "Chez Louis", visita a museu (Art Institute of Chicago, onde Cameron parece se identificar com uma criança retratada por Georges-Pierre Seurat), ida ao Wrigley Field, estádio da equipe de beisebol Chicago Cubs, ao Sears Tower e até a participação numa parada alemã, em que Ferris faz toda a cidade dançar ao som de Twist and Shout dos Beatles.
Enquanto isto os alunos do colégio, acreditando que Ferris esteja verdadeiramente muito doente, iniciam uma campanha de arrecadação de fundos para comprarem-lhe um novo rim. Em várias partes da cidade, não apenas do colégio, a notícia da doença do jovem se espalha, bem como a campanha "Save Ferris" ("Salve Ferris"), que será lida em vários momentos do filme: numa imensa caixa d'água redonda, na porta do estádio de beisebol, no caderno de um aluno, etc.
Tudo isso faz com que sua irmã e o Diretor resolvam, cada um por si, desmascarar a farsa. O Diretor sai às ruas, tentando flagrar o gazeteiro em lugares frequentados por jovens e, fracassando, decide visitar o "doente" em sua casa. Ao tocar a campainha, uma gravação responde, como se Ferris estivesse em casa. Insistindo, Rooney percebe o truque e resolve invadir a residência, onde é atacado pelo cão de guarda. Quando a irmã vai para casa com o mesmo objetivo, entra pela porta de frente e, lá dentro, vê que Ferris tinha colocado um boneco sobre sua cama; tenta telefonar para a mãe no trabalho, mas não a encontra. Quando está falando, escuta ruídos na cozinha e, acreditando ser o irmão, desce para lá, dando de cara com o Diretor, que entrara pelos fundos. Shauna, com o susto, dá-lhe um golpe na cabeça e corre para seu quarto, ligando para a polícia para comunicar a invasão mas, lá embaixo, Rooney vê seu carro sendo rebocado e sai – de modo que, quando a polícia atende ao chamado, acaba por levar a garota à delegacia por passar trotes.

No fino restaurante Chez Quis, Ferris mente mais uma vez, e diz ser o "Rei da Salsicha de Chicago"

Os três amigos encerram as brincadeiras e voltam à garagem, justo no momento em que o carro deles chega do passeio. A quilometragem, que imaginaram ser reduzida, estava três vezes maior que a originalmente marcada. Cameron fica em estado de choque e assim permanece por um bom tempo, sendo colocado pelo casal amigo numa cadeira junto à piscina de sua casa, enquanto os outros dois se banham, imaginando como farão para solucionar o problema.
Na delegacia, Jean Bueller conhece um jovem delinquente (vivido por Charlie Sheen) e acabam se beijando. Os três amigos resolvem colocar o carro em marcha a ré, erguido pelo macaco, na garagem da casa. Cameron decide enfrentar o pai pela primeira vez na vida, ao perceberem que tal estratégia não dava resultado algum e o marcador permanecia parado. Chutando o carro, este se solta do macaco e cai na alta ribanceira dos fundos da casa, ficando totalmente destruído.
Ferris tem de voltar para casa correndo a fim de chegar antes de seus pais. Tem início uma disputa entre ele, sua irmã, seu pai e o diretor – com o desfecho que leva a concluir, mais uma vez, que o momento deve ser aproveitado, pois se é jovem apenas uma vez na vida.
Enquanto os créditos do filme rolam na tela é mostrado o diretor, Sr. Rooney, andando esfarrapado após, sem sucesso, tentar alcançar o guincho que rebocara seu automóvel. O ônibus escolar de seu colégio então pára, e ele aceita a carona. Quando os créditos terminam, Ferris aparece como se estivesse saindo do banho, enrolado numa toalha e fala à plateia: "Vocês ainda estão aí? Já acabou! Vão para casa! Vão!"

### Análise do enredo
O cineasta Scott Murray, co-editor de Senses of Cinema, fez uma análise da história tomando por base o depoimento de seu diretor/roteirista, John Hughes, gravado dezesseis anos após o lançamento do filme.
Murray inicia sua apreciação pela cena da piscina, quando Ferris está irritado por Cameron haver simulado seu afogamento; Hughes revela, no DVD, que "[Ferris está] verdadeiramente irritado aqui. Ele realmente não gosta de ser enganado. Ferris não é realmente um cara legal. Ele é um cara interessante, ele é uma pessoa interessante. Ele não é, necessariamente, virtuoso." Para Murray, o autor narra uma cena diversa daquela que o espectador assiste, pois a irritação de Ferris se dá por brincadeira, porque Cameron o deixou preocupado. Rebate, ainda, a afirmação de Ferris não ser um cara agradável – que o diretor afirma, segundo ele, sem qualquer fundamentação: Ferris é atrevido, travesso e arrogante, como James Bond, mas o que ele faz é "chamar para si" (a direção de seu destino) – algo que todos, inclusive Cameron, devem fazer – o que "salva" o amigo de sua vida passiva: sendo, portanto, bastante virtuoso.

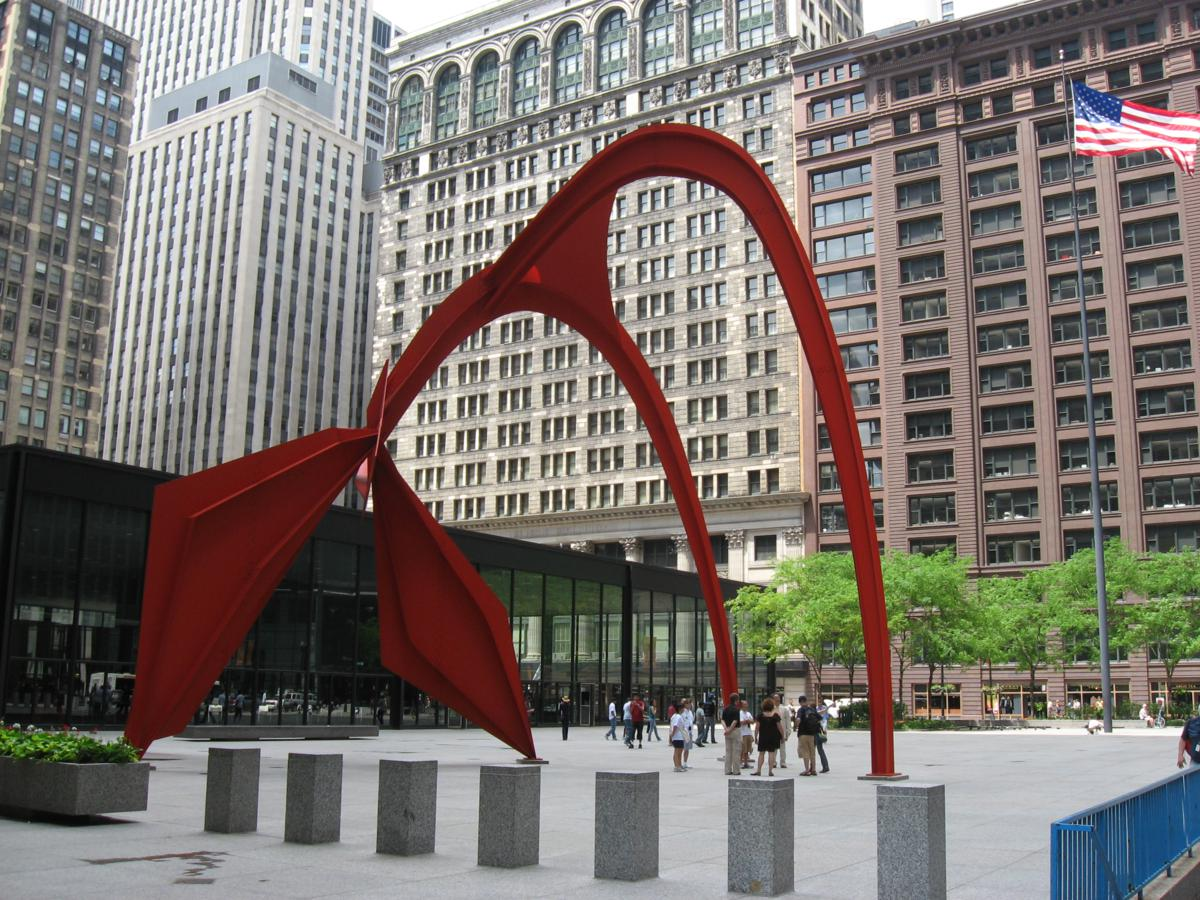
Flamingo, escultura que aparece ao fundo, na cena da parada.

Outra passagem em que o diretor diverge do analista é aquela onde Cameron telefona ao diretor Rooney e comete um erro ao exigir sua presença no local do encontro junto a Sloane. Hughes informa que então, para "pagar pelo erro", Cameron se vê forçado a emprestar a Ferrari do pai. Murray observa que o próprio roteirista sugere um total improviso de Ferris em propor justo aquele carro, como punição a Cameron; mas o enredo, segundo Murray, deixa passar a ideia oposta, a de que Ferris todo o tempo planejava usar exatamente a Ferrari, e apenas se aproveitou do erro do amigo: tanto isto seria verdade que o pai de Cameron possuía diversos carros que poderiam servir como veículo do "pai de Sloane" – mas a escolha recai justamente naquele que nunca saía da garagem.
Todo o enredo demonstra que Ferris preparou calculadamente cada passo daquele dia, a fim de dar algo realmente inesquecível ao amigo Cameron, capaz de fazê-lo recordar por anos. Como prova disto Murray indica a cena da parada, em que Ferris surge no carro ao lado das mulheres em roupas típicas – e as seis que ali estão não estranham a sua presença: Ferris já vinha ensaiando no chuveiro a música Danke Schoen, tudo já estava previamente concertado.
Murray conclui que Hughes parece não ter plena consciência do brilhantismo e complexidade de sua própria história; tanto que não justifica porque o "Rei da Salsicha de Chicago" não aparece para o almoço no "Chez Quis".
Roz Kaveney, autor LGBT, é de opinião que o enredo deixa de modo subliminar que Cameron gosta de Ferris, mas que este sempre se esquiva, tal como na cena em que este retorna da aparente catatonia e declara que o amigo é o seu herói. Para ele, ainda, a cena da parada é apoteótica, e nela Ferris torna-se Dioniso por alguns minutos. Conclui que a contribuição do filme para o gênero adolescente é a lição de que é possível ser legal e popular sem ser rico ou um ídolo dos esportes.
Larry Granillo, analisando a partida de beisebol assistida por Ferris e seus amigos, constatou que a partida, que iniciara às 13:25 h, teve a cena quando o rapaz conseguiu apanhar a bola rebatida após as 16h. Segundo suas contas, para que ele dali fosse ao Instituto de Artes, ao Lago Michigan, à Sears Towers, à casa de Sloan e ainda executar dois números musicais no lendário desfile, teve um tempo de 1:45 h para estar em casa às 17:55 h - algo muito difícil de ocorrer, mesmo que não tivesse encontrado qualquer tráfego.

## Elenco
| Ator / Atriz      | Personagem                           |
| ----------------- | ------------------------------------ |
| Matthew Broderick | Ferris Bueller                       |
| Alan Ruck         | Cameron Frye                         |
| Mia Sara          | Sloane Peterson                      |
| Jeffrey Jones     | Diretor Edward "Ed" R. Rooney        |
| Jennifer Grey     | Jeanie Bueller                       |
| Edie McClurg      | Grace                                |
| Cindy Pickett     | Katie Bueller                        |
| Lyman Ward        | Tom Bueller                          |
| Ben Stein         | Professor de economia                |
| Del Close         | Sr. Knowing, o professor de inglês   |
| Virginia Capers   | Enfermeira Florence Sparrow          |
| Richard Edson     | Atendente da garagem                 |
| Kristy Swanson    | Simone Adamley                       |
| Charlie Sheen     | Jovem detido na delegacia de polícia |
| Jonathan Schmock  | Maitre do restaurante Chez Quis      |
| Dee Dee Rescher   | Motorista do ônibus escolar          |
| Polly Noonan      | Menina no ônibus escolar             |
| Richard Edson     | Manobrista                           |
| Larry Jenkins     | Manobrista no banco do carona        |
| Robert Kim        | Delegado (Capitão de Polícia)        |
| Joey D. Vieira    | Pizzaiolo                            |

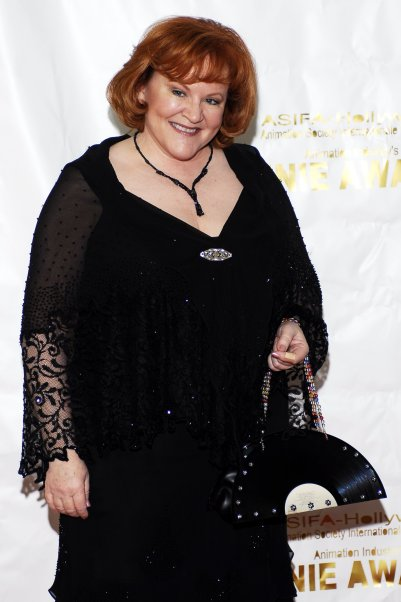
Edie McClurg, a secretária Grace.

O núcleo principal do filme foi composto por 6 personagens, enquanto o de apoio teve 8 como destacados:

### Perfil dos personagens principais
- Ferris Bueller, interpretado por Matthew Broderick, segundo Laura Schellhardt, é o modelo do personagem mentiroso: "Ferris é um perito na mentira. Ele finge estar com febre; ele representa ser o pai de sua namorada; ele mente aos amigos, parentes e autoridades, tudo para evitar ter de ir para a escola."[31][nota 7] Janet Staiger define o personagem como arquétipo do rapaz estadunidense, um herdeiro de Tom Sawyer misto com Andy Hardy, sendo charmoso e carismático.[32]
- Alan Ruck interpreta Cameron Frye, o melhor amigo de Ferris, que é rico, infeliz e impopular,[33] e ainda medroso, hipocondríaco, catatônico e com problemas de relacionamento com o pai.[34]
- Jeffrey Jones, numa performance "deliciosamente cômica"[35] interpreta o diretor da escola, Ed Rooney, um homem que tem horror a Ferris, e teme que seu comportamento influencie os outros alunos. Sabe muito bem que Ferris está matando aula e tenta fazer de tudo para apanhá-lo na mentira e reprová-lo.[34]
- Jennifer Grey faz Jeanie Bueller, a irmã ranzinza, esquentada e ciumenta, obcecada em apanhar Ferris na sua escapada, de qualquer maneira.[36] Para a pesquisadora Janet Staiger, entretanto, a garota descobre que não possui as mesmas armas do irmão mais novo: enquanto ele consegue safar-se, ela é detida; mas ao final o filme sugere que sua capitulação aos garotos, seja ao seu irmão, seja à "imitação de James Dean da delegacia", é a porta para sua felicidade.[32] Jeanie se distancia de Ferris porque ele faz coisas que ela jamais ousaria fazer.[28]
- Mia Sara interpreta Sloane Peterson, A Namorada perfeita. A bela jovem britânica que acompanha o namorado Ferris, sendo também sua cúmplice e topando qualquer parada nesse "dia de folga". Romântica, aventureira, moderna, estilosa e com senso de humor.[36]
- Edie McClurg interpreta Grace, a intrometida secretária de Rooney.[36] Apesar de estar em plenos anos 80, ela mantinha um visual da década de 1960, com um cabelo alto com bastante laquê, onde esta enfiava vários lápis.[37][nota 8]

### Personagens menores
- Cindy Pickett interpreta a mãe de Ferris, Katie Bueller;
- Lyman Ward interpreta Tom Bueller, o pai; ele e Cindy Pickett se casaram após as filmagens.[38]
- Ben Stein interpreta o monótono professor de economia da escola;
- Del Close interpreta Sr. Knowing, o professor de inglês;
- Virginia Capers interpreta a enfermeira Florence Sparrow;
- Richard Edson interpreta o atendente da garagem, que sai com o carro do pai de Cameron, o deixando em choque ao ver a quilometragem alterada;
- Kristy Swanson interpreta Simone Adamley, uma das alunas de economia;
- Charlie Sheen interpreta um jovem detido por ser pego com drogas, que Jeanie Bueller conheceu na delegacia de polícia. Possui uma aparição pequena mas agradável, em que demonstra seu carisma natural, segundo Pete Reiher.[26] David Neidorf estava escalado para o papel, mas fora convidado para o elenco de Hoosiers, sendo substituído por Sheen.[39] Este foi um dos primeiros papéis dele, no cinema e, para dar a impressão de estar drogado, consta que ficou mais de 48h sem dormir.[38]
- Jonathan Schmock interpreta o arrogante e estereotipado mâitre do restaurante Chez Quis.

## Continuações, bibliografia derivada e comerciais

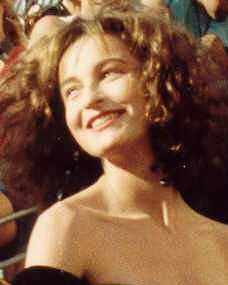
A atriz Jennifer Grey interpreta Jeanie "Shauna" Bueller, irmã de Ferris

O enredo de Hughes foi publicado, em 1996, sob título de Ferris Bueller's day off: screenplay, obra em 134 páginas. O livro foi feito pela The Cinestore, editora australiana.

### Livro
O enredo foi romantizado pelo escritor Todd Strasser, em 1987. Publicada em Londres, pela editora Bantam Books, o livro "Ferris Bueller's Day Off" trazia na sua capa a chamada:
| “ | Todo mundo precisa de um dia de folga – Tenha 5 ou 55 anos. Ferris Bueller é um exemplo para todos aqueles que se levam muito a sério. Ferris sabe o valor de um dia de folga, e como extrair o máximo de qualquer situação. Seu plano é à prova de patetas. Ele fingirá estar doente (enquanto toda a cidade pensará que está às portas da morte). Ele irá resgatar sua namorada para fora da escola (usando a famosa desculpa do "parente morto"). E juntos irão guiar com estilo por cada atrativo de Chicago (na Ferrari do pai de seu melhor amigo, é claro). Não será mais um dia de folga em sua vida, será... CURTINDO A VIDA ADOIDADO | ” |

### Série de televisão

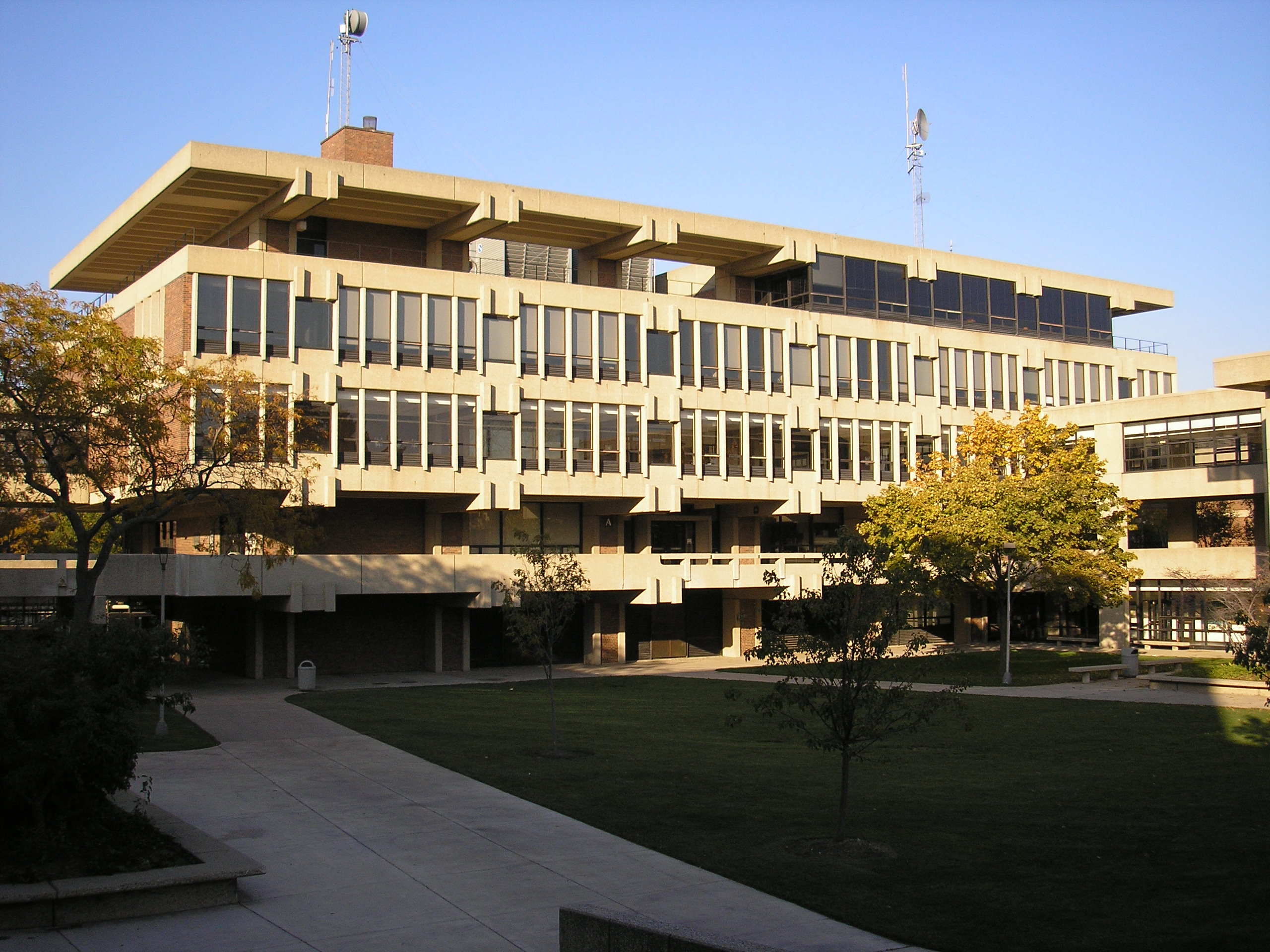
Northfield High School, escola onde Ferris faltou à aula

O canal de televisão NBC estreou, em 23 de agosto de 1990 a série chamada Ferris Bueller, que ia ao ar nas noites de segundas-feiras, tendo a aprovação inicial do público, mas bastante negativa pela crítica.
Quando de sua estreia Matt Roush, do USA Today, declarou que a nova série trazia um Ferris tão cínico que num dos episódios chegava mesmo a se desprezar. Apesar de manter uma boa audiência entre os jovens espectadores, a série foi cancelada poucos meses após seu início, tendo sido gravados somente 13 episódios.

### Sequência espin-off
Broderick e Hughes mantiveram algum contato após a produção do filme, e até discutiram a possibilidade de uma continuação. "Nós chegamos a pensar em um Ferris Bueller 2, onde ele estaria ou na faculdade ou em seu primeiro emprego, e os mesmos tipos de eventos aconteceriam novamente. Mas nunca conseguimos um 'gancho' que fosse realmente excitante para isso. O filme é sobre um período muito singular da vida de uma pessoa." Em 2005, rumores de uma continuação mostrando um Ferris já adulto também surgiriam. Já em 2012 surgiram rumores da continuação por conta de um teaser na Internet estrelado pelo próprio Broderick que, dias depois, se revelou ser um comercial da Honda totalmente inspirado no filme original.
Em agosto de 2022, um spin-off intitulado Sam & Victor's Day Off foi anunciado para estar em desenvolvimento para o serviço de streaming Paramount+. Ocorrendo durante os eventos do filme original, a história é focada nos dois manobristas titulares que levaram a Ferrari 250 GT California Spyder 1961 do pai de Cameron para um passeio alegre (originalmente interpretados por por Richard Edson e Larry "Flash" Jenkins), o filme seria produzido por Jon Hurwitz, Hayden Schlossberg e Josh Heald, e escrito por Bill Posley.

### Propagandas
Em 26 de janeiro de 2012 um teaser de Matthew Broderick, de apenas dez segundos, foi divulgado na internet, no qual ele aparece de roupão e fala diretamente à câmera, revivendo o personagem Ferris, e com continuação prometida para o dia 30 de janeiro, uma segunda-feira. Nesta data, finalmente, surgiu uma propaganda da empresa automobilística japonesa Honda, destinada a veicular seu modelo CR-V durante o final do Super Bowl (a partida que encerra a temporada de futebol americano, neste ano no dia 5 de fevereiro); na peça publicitária Broderick, aos 49 anos, revive cenas similares às do filme, com mesma trilha sonora  e duração de 2 minutos e 25 segundos; nela a cena da Ferrari "voando" ao ser deixada nas mãos do manobrista é repetida, desta feita com o modelo da Honda. O teaser havia se propagado de modo a gerar especulações de uma possível sequência da obra de Hughes; no comercial Broderick dá uma desculpa para faltar ao trabalho (assim como no filme, diz "Uma das minhas piores atuações da minha carreira, e ele não duvidou nem por um segundo") e sai para um passeio  e vai a um parque de diversões, canta numa parada e aproveita o dia, num lugar diferente da Chicago apresentada no filme de 1986. Na época o comercial provocou a lembrança do acidente sofrido na Irlanda por Broderick e Jennifer Grey onde este batera seu carro contra outro; na colisão mãe e filha morreram e o ator resultou ferido com as pernas e costelas quebradas, causando um escândalo que ainda repercute na biografia dele.
Em outubro de 2020 a empresa de portões Liftmaster recriou a cena onde Ferris e Cameron roubam o carro do pai do segundo para sair num dia de aventuras; ao contrário da Ferrari do filme o comercial apresenta um modelo Jaguar E-Type Roadster e, para infelicidade dos dois jovens, o lugar é devidamente controlado pela câmera de vigilância da Liftmaster que imediatamente avisa o pai de um deles o que está a ocorrer. Outro ponto em comum com o filme é a trilha de fundo, com a música "Oh Yeah", da Yello. Nesta nova versão dois adolescentes visitam a mesma garagem mas, antes que consigam pegar o carro, a garagem inteligente avisa ao pai de um deles que é, justamente, o ator Alan Ruck - que viveu Cameron nas telas; o comercial foi dirigido por Matt Dilmore da Gifted Youth; a produção reproduziu a cena num estúdio em Los Angeles, e para tanto estudou o trabalho realizado por Tak Fujimoto que dirigiu a fotografia da obra original, imitando-lhe as tomadas, luz e ângulos.

## Música

Ferris cantando Twist and Shout na parada alemã.

David Mansour, na sua "Enciclopédia de Cultura Pop do Final do Século XX", resumiu a trilha da comédia como "um mix eclético de músicas, que incluem "Oh Yeah" do Yello, "Danke Schoen" de Wayne Newton, e "Twist and Shout" dos Beatles"
Além destes, o filme contou com outros sucessos de várias épocas, como "Please Please Please Let Me Get What I Want" e "The Edge Of Forever" na versão de The Dream Academy, a composição "Jeannie" feita para o seriado Jeannie é um Gênio por Hugo Montenegro, dentre outras.
Fred Karlin e Rayburn Wright, analisando o uso da música nas obras de Hughes, lembram como este faz citações musicais e referências a canções bastante conhecidas, como na cena em que Ferris, vestindo um terno para fingir ser o pai de Sloane, entra na cozinha de sua casa e diz "Bueller – Ferris Bueller" tendo ao fundo a música de Ira Newborn que, junto ao timbre acentuado da voz, fazem clara alusão ao trabalho de John Barry nos filmes de James Bond.
Jen Chaney, do The Washington Post, disse que "O clássico de John Hughes se destaca como uma das raras comédias que refletem bem a sua época – meados dos anos 1980, como se pode ver pelo sintetizador de Ferris, e por Sigue Sigue Sputnik na trilha sonora." Já Mathew Broderick relembra que a ideia de cantar Danke Schoen no banheiro foi dele: enquanto filmavam a cena ele resolvera ensaiar a canção, que deveria cantar durante a cena da parada e que nunca antes escutara, fez então um moicano no cabelo e cantou; o diretor Hughes não cortou o improviso e usou-o no filme – revelando, segundo o ator, sua genialidade.
O uso da música clássica nesta comédia é lembrado por Melanie Diane Lowe como um identificador da cultura elitista e esnobe que há no centro dos Estados Unidos da América. A visita dos jovens ao restaurante de alta cozinha Chez Louis, onde Ferris finge ser o rei da salsicha de Chicago apesar de estarem inadequadamente vestidos, a situação de conflito com o maître é secundada pela execução do Minueto de Boccherini do Quinteto para cordas em mi maior; já o Quarteto de cordas n.20 em ré maior "Hoffmeister" K.499, de Mozart, retrata o momento em que Ferris sai vitorioso. Apesar de ter se infiltrado no detestável e esnobe mundo da classe-média, Ferris mostra depois a "sua" música, quando canta Twist and Shout.
Em 2008 a revista Rolling Stone escolheu as melhores músicas dos filmes da década de 1980, e "Oh Yeah" de Yello, integrante da trilha de "O Rei dos Gazeteiros" ficou em nono lugar. Já Dan Thornton, da Car Magazine, elegeu como a melhor cena do filme aquela em que os dois garagistas não escondem sua satisfação e se entregam ao prazer de guiar a Ferrari, voando com ela por Chicago ao som do tema de Star Wars.
Ao contrário do que então era comum, não foi lançado um disco com as canções do filme; isto teria ocorrido porque o diretor Hughes acreditava que, por conter canções tão ecleticamente diversas, a trilha não comporia um bom álbum; a despeito disso em 2016 a gravadora La-La Land Records fez a edição para colecionadores, numa tiragem de cinco mil discos.

## Produção

### Filmagens

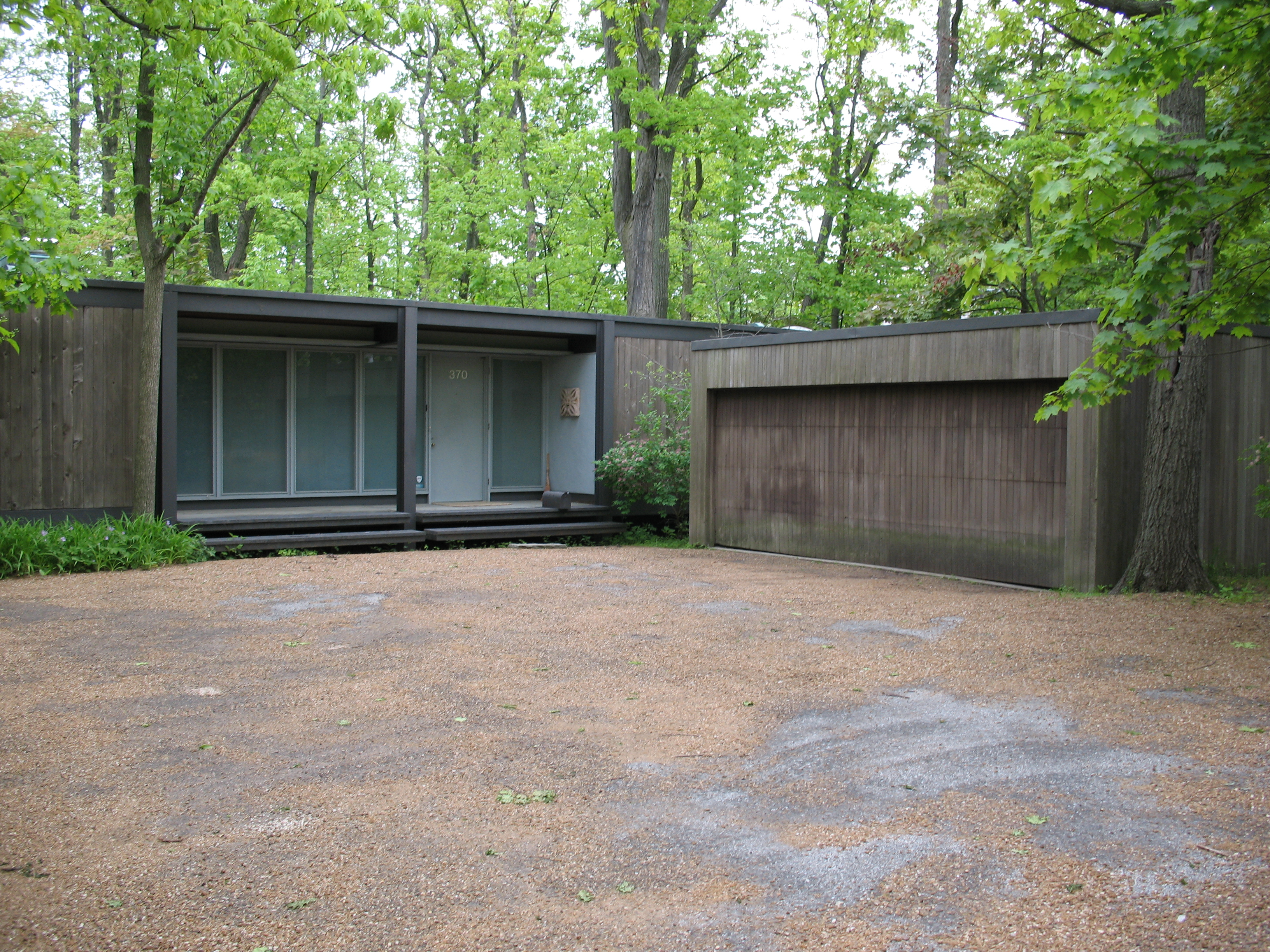
A casa em 370 Beech Street, Highland Park, Illinois, locação para a morada de Cameron Frye.

O filme foi rodado em 1985, tendo por principais locações os subúrbios de Chicago de Northbrook, Glencoe e Highland Park, e em Los Angeles. A parada do Dia de Von Steuben foi gravada no dia 28 de setembro, um sábado. A maior parte do filme se passa em volta do campus do New Trier High School, em Northfield. As cenas urbanas ocorrem no centro de Chicago e em Winnetka (interior da casa de Ferris, escritório da mãe, etc). Já o exterior da casa de Ferris (fotografia mais abaixo) está situado em Long Beach, na Califórnia, enquanto a casa modernista de Cameron Frye fica no 370 Beech Street, em Highland Park, e foi obra dos arquitetos  A. James Speyer e David Haid,  e pertenceu ao fotógrafo Ben Rose. A Ben Rose House e o Car Museum (espaço "imortalizado" por ter sido onde foi lançada a Ferrari) tornaram-se, posteriormente, atrativos turísticos de Chicago.
Segundo o professor de artes Franz Shulze, do Lake Forest College, durante a filmagem da sequência que mostra a queda da Ferrari pela janela foi feita de modo a garantir a integridade da construção – o pavilhão que serve de garagem é obra pioneira, projetada por David Haid para abrigar a coleção de carros do proprietário. A mansão, cercada por árvores que ocupam uma área livre de 5.300 m², foi construída em 1953 com quatro dormitórios e três suítes; em 2011 foi posta à venda pelo valor mínimo de 1,65 milhão de dólares; situa-se a 25 milhas ao norte de Chicago. Em 2009 o imóvel foi relacionado como um dos patrimônios arquitetônicos mais ameaçados de Illinois, o que não procede já que o mesmo é tombado; assim, não pode ser demolido, a menos que perca esta proteção.
Sarah Sherman, analisando o papel da obra de Seurat na cultura popular, traz como exemplo maior a cena da visita ao museu em que Cameron Frye detém-se na obra-prima do mestre pós-impressionista; a autora revela que a decisão de Hughes em efetuar um zoom na imagem e no rapaz, mostra como a arte pontilhista pode encantar e, ainda, demonstrar que o público pode reconhecer o trabalho do artista até mesmo pelos pontos contrastantes e sua infinidade de cores aparentemente não relacionadas. Segundo ela, Cameron fica perplexo, o que se comprova por menear a cabeça para observar melhor, diante da imensa pintura que retrata uma cena de um século antes, em que se destacam uma mulher com sombrinha e um pequeno macaco; somente quando a câmera se aproxima é que o espectador tem a percepção daquilo que intriga Frye, a centímetros de distância: os milhões de pontos que, colocados individual e estrategicamente, acabam por formar a figura maior.

### Direção

O diretor, John Hughes, nos anos 1980.

Peter Reiher acentua que o personagem de Broderick é uma verdadeira "armadilha" para o diretor: sua falta de caráter poderia facilmente ter levado o público a odiá-lo – mas Hughes consegue estabelecer uma espécie de cumplicidade do espectador, fazendo com que Ferris fale diretamente a quem assiste. O comentarista acentua que o diretor encontrou os momentos corretos para fazer os cortes das tomadas, bem como imprimiu ao filme um ritmo acelerado, mas não o bastante para que se percam os detalhes.
Roz Kaveney diz que este trabalho é, paradoxalmente, o mais completo dos filmes adolescentes de Hughes e o menos influente, sendo o que mais longe avança na exploração dos elementos de burlesco, mostrando seu domínio como diretor e roteirista. Ali mantém o elemento anárquico de seus filmes anteriores, muito além do que em Weird Science mas, também, apresenta elementos que prenunciam o triste declínio de seu trabalho nas duas décadas seguintes.
Este declínio do diretor parece demonstrar algo que foi indicado por Gene Siskel, na crítica feita no Chicago Tribune ainda em 11 de junho de 1986; ali Siskel diz que Hughes, com este filme, não faz jus à fama que tem como o cineasta americano que melhor compreende os jovens. Informa que, com o sucesso anterior de Sixteen Candles e The Breakfast Club, o autor-diretor conseguira um contrato de longo prazo que, tal como se dá com atletas que firmam acordos assim, faz perder o incentivo por melhores produções. Acentua que Hughes quer produzir, escrever e dirigir depressa demais, gerando filmes ruins como este. Como "prova" de que isto era uma verdade, apontava a decisão de Hughes em deixar que Martha Coolidge dirigisse seu próximo filme.
Pela Paramount Hughes realizou este filme e ainda Planes, Trains & Automobiles mas exigiu um valor considerado muito alto pelos executivos para a renovação do contrato, retornando "furioso" para a Universal, de onde havia saído.
Após a filmagem de Ferris Hughes já havia ficado milionário, tornou-se cada vez mais recluso e afastou-se das pessoas mais próximas do show bizz; mudou-se de Los Angeles em 1990 e voltou para Chicago - onde chegou a mandar erguer um monte para encobrir a visão de sua casa. Sua influência sociológica sobre uma geração foi, contudo, inegável.

### Retratos de Chicago, por John Hughes

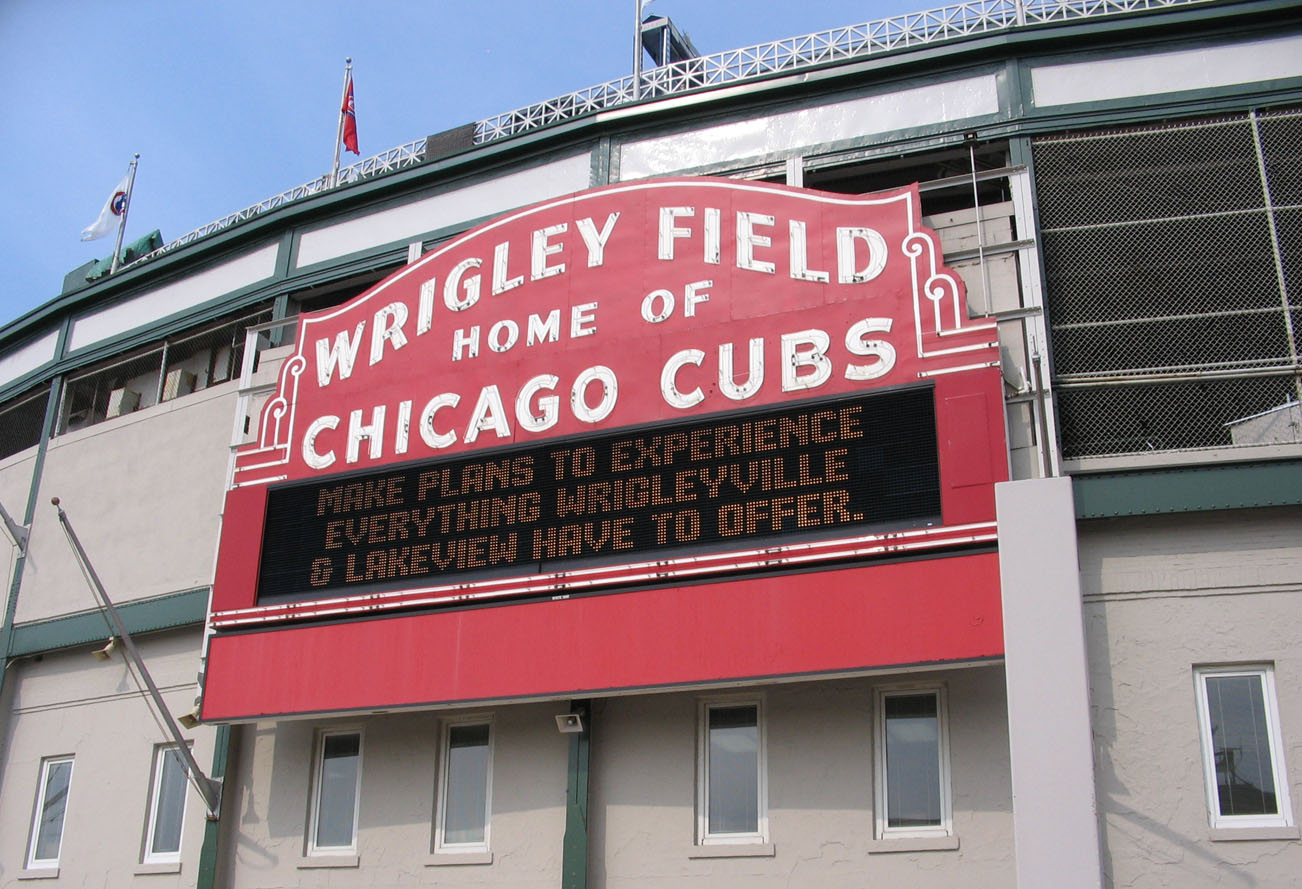
Wrigley Field, casa do Chicago Cubs, onde Ferris assiste um jogo com os amigos.

O autor/diretor John Hughes, morto em 2009, revelou que muito daquilo retratado no filme é como uma carta de amor a Chicago, para cujos subúrbios mudou-se com a família quando estava cursando a sétima série. Para ele ninguém reclama, por exemplo, quando Woody Allen filma Nova Iorque, mas isto ocorrera por ele mostrar a sua cidade. No filme procurou retratar não somente os locais mais marcantes – a arquitetura, as paisagens – mas sobretudo o "espírito". A parada que retrata a cultura alemã, sua passagem favorita no filme, por exemplo, reflete o fato de que muitos alemães estiveram na origem de Chicago, e o próprio sobrenome de Ferris – Bueller – é germânico.
Ainda sobre o Appreciation Day Parade, em homenagem ao general teuto-americano Von Steuben, houve uma coincidência, pois esta se deu justamente quando as filmagens ocorriam. Hughes afirmou, sobre a cena: "Nós tínhamos 10 mil pessoas ali – todas de Chicago – e não houve um único incidente! Aquela é Chicago! Aquelas são suas faces reais, pessoas reais!" As cenas de dança, contudo, foram coreografadas por Kenny Ortega.
Também a cena do restaurante Chez Quis Hughes havia se baseado nos tempos em que ele e um amigo mentiam para entrar no exclusivista Union League Club da cidade.
O jogo do Chicago Cubs, no qual Ferris apanhou uma bola rebatida na sua ida ao estádio de beisebol Wrigley Field, e que foi-lhe a salvação no final do filme, ocorreu no dia 5 de junho de 1985, e o time perdeu a partida para o Atlanta Braves após um empate em 2 a 2 até os últimos instantes. Na cena em que o diretor Rooney pergunta o placar num bar onde procurava por Ferris o resultado informado pelo atendente era ainda 0 a 0. Coincidentemente, no dia da estreia do filme, a 11 de junho do ano seguinte, o time voltou a perder, desta vez para o Pirates, em Pittsburgh O escritor Larry Granillo, estudioso dos Cubs, sendo uma das quatro partidas que o Cubs disputara contra o Braves em 1985, confirma que a data do jogo foi mesmo aquela de 5 de junho; ele acrescenta que o rebatedor do Braves, que foi insultado por Cameron e também o mesmo de quem Ferris apanhou a bola rebatida foi Claudell Washington; O Cubs perdeu o jogo por 4 a 2.
Até mesmo a torre da caixa-d'água, erguida em 1953 e que abastece o subúrbio de Northbrook, onde a célebre frase Save Ferris foi pendurada numa faixa e que aparece em "pequeno papel", teve sua importância debatida em 2009 pois se programou para o seguinte sua demolição para aumento da capacidade; na ocasião diversos moradores se manifestaram pela manutenção daquele marco local, que lembra os momentos da filmagem da obra sobre o jovem gazeteiro.
Finalmente, um lado sofisticado da cidade foi exibido, sobretudo na visita ao Art Museum; Hughes definia o lugar como um "refúgio" para onde ia nos tempos de colégio. O filme foi, então, a oportunidade de exibir suas pinturas prediletas. Além do quadro pontilhista de Seurat, exibido com maior detalhe, o filme mostra especialmente os quadros Improvisação 30 (Cannon), de Kandinsky, o Nu Sob Pinheiro, de Picasso e Nighthawks, de Hopper.
Em Chicago conhecer esta obra de Hughes se constitui numa obrigação para todos os naturais da cidade, sendo considerado um "blasfemo" quem não o tenha assistido, um verdadeiro pária.

### A Ferrari
| “ | Ferris, para Cameron: "Você matou o carro!"[nota 13][79] | ” |

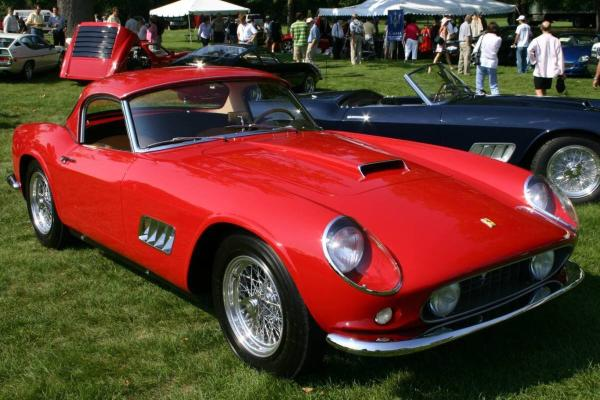
Um exemplar da rara Ferrari 250 GT California Spyder Califórnia, o carro em que os três amigos saem para curtir a vida.

No filme, Ferris convence o amigo Cameron a emprestar a rara Ferrari 1961 de seu pai. "As tomadas de inserção da Ferrari foram feitas em uma verdadeira Ferrari GT California" – disse Hughes no comentário contido nos "extras" da versão em DVD – "Os carros usados em wide shots eram obviamente reproduções. Existem somente 100 desses carros, então é muito caro destruir um deles. Tínhamos feito algumas réplicas. Elas eram muito boas, mas para os closes eu precisava de um modelo real, então trouxemos uma para o cenário e fizemos as inserções com ela." Tais réplicas podem ainda ser feitas com uso de kits comercializados com o nome de CaliSpyders, usando-se um chassis MG, alimentado por um motor Ford ou Chevrolet.
O restaurador de automóveis Mark Goyette desenhou as peças para as três reproduções que foram usadas, e falou do destino que tiveram:

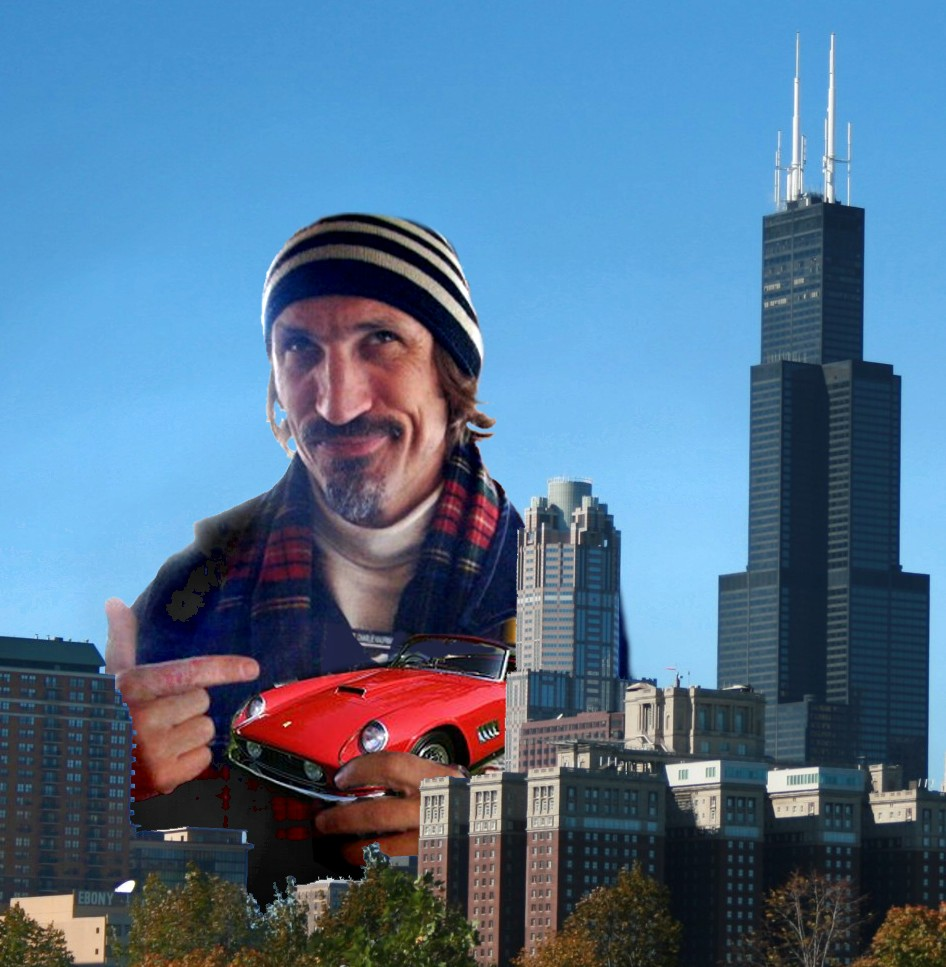
Pode confiar no garagista, "ele é profissional"

1. Criada por Goyette, foi alugada à Paramount para as filmagens. É a única que salta pela câmera, e foi usada em quase todas as cenas. No final das filmagens foi devolvida para Goyette, com a descarga destruída e rachaduras na lataria. "Houve algum dano superficial, mas manteve-se surpreendentemente bem", declarou. Foi consertada e vendida para um jovem casal da Califórnia. O marido mais tarde saiu com ela da estrada, e Goyette consertou-lhe a frente. Foi vendida em meados dos anos 1990, e teve notícias do carro por volta do ano 2000, quando perdeu contato com o carro.[81] Em 2010, entretanto, a réplica ressurge, desta feita no Reino Unido, onde um leilão da firma Bonhams ocorre no Royal Air Force Museum da RAF (Londres) em 19 de abril, com valores estimados de lances entre 30 a 40 mil libras.[82] A peça foi disputada por oito concorrentes ao telefone, além de interessados presentes no leilão – e veio finalmente a ser arrematada por um comprador estadunidense, cujo nome não foi revelado, pelo preço de 79 mil e 800 libras (o dobro do esperado). A peça mais cara do leilão foi um modelo original de Jaguar SS 1938, que alcançou 100 mil e 500 libras.[83]
2. Vendido para a Paramount, como kit para carro-dublê, foi feita em trabalho tão pobre que era praticamente inútil, a não ser saltar para fora da janela na garagem da casa de Cameron. Reconstruída, foi levada para o Planet Hollywood em Minneapolis, mas desapareceu quando acabou o Planet Hollywood.[81]
3. Outro kit, a ser usado supostamente como reserva para a cena da queda na janela, nunca foi terminada a reconstrução. Goyette diz que ouviu dizer que foi terminada e vendida, mas que poderia estar ainda no acervo da Paramount.[81]

Mais tarde, o modelo Ferrari GT Califórnia tornou-se o mais caro automóvel já vendido num leilão quando o ator Chris Evans adquiriu um exemplar, em 2008, por dez milhões, novecentos e setenta e seis dólares.
No filme a Ferrari tinha na placa as letras NRVOUS, mas os demais carros mostrados traziam menção a outros filmes de Hughes: o de Katie Bueller trazia as letras VCTN, de National Lampoon's Vacation; no da irmã Jeannie TBC, de The Breakfast Club; do pai Tom MMOM, de Mr. Mom e, finalmente, no carro de Ed Rooney uma referência ao próprio filme de Ferris: 4FBDO.
Numa avaliação feita pela Car Magazine dos 40 melhores carros do cinema, a Ferrari GT California Spyder de Curtindo a Vida Adoidado ficou em sétimo lugar.

A miniatura da Hot Wheels.

#### Miniatura
A coleção de miniaturas Hot Wheels, da Mattel, lançou uma réplica do carro usado no filme, na proporção de 1/18, numa edição limitada como parte da Ferrari Stars Collection, trazendo na embalagem a referência à comédia em que foi "destruída".
O modelo foi lançado em 2010, com edição de não mais que 5 mil exemplares, todos numerados, e foi a miniatura que encerrou a série de carros Ferrari Stars Collection dedicada aos aficionados em cinema e em Ferrari.

### Cenas cortadas
Muitas cenas gravadas foram descartadas na versão final do filme, e não foram colocadas à disposição em nenhuma edição posterior, como no DVD.
No roteiro original Ferris tinha dois irmãos mais novos, Todd e Kimberley, que não aparecem no filme.
Uma outra cena mostrava Ferris dizendo, numa entrevista de rádio, que tinha sido o primeiro adolescente a viajar num ônibus espacial mas Paul Hirsch, um dos editores, estava editando esta cena em janeiro de 1986 quando ocorreu o desastre com a Challenger; foi então considerada de mau-gosto, e cortada de todas as versões.

### Os atores principais
Durante as filmagens Mia Sara disse ter se apaixonado por Broderick, mas que este "sabiamente" a recusara. Na época ele namorava com outra integrante do set, ninguém menos do que Jennifer Grey que interpretou a irmã de Ferris, tendo inclusive ficado noivos. Lyman Ward e Cindy Pickett, os pais de Ferris no filme, conheceram-se durante as filmagens e se casaram logo depois.
Allan Ruck, que interpretou o papel do amigo Cameron, foi escalado somente depois que Emilio Estevez recusara fazê-lo; mas sua atuação não lhe rendeu outros papéis, e teve que trabalhar numa das lojas da Sears. Ruck, então com 29 anos de idade, atribuiu a um "defeito genético" sua aparência mais jovem; assim como seu personagem, também era tímido e morava em Nova Iorque, com a esposa e também atriz, Claudia Stefany.
Em 1985 Ruck e Broderick haviam contracenado na peça da Broadway "Biloxi Blues", de Neil Simon; antes de integrar o elenco do filme Ruck, formado em artes dramáticas pela University of Illinois, apresentara-se em Chicago em algumas peças e algumas aparições em filmes como Class (Uma Questão de Classe) - e chamara a atenção do diretor John Hughes quando fez um teste para um dos papéis de The Breakfest Club.

### Figurino
Marilyn Vance, figurinista do filme, conta que teve de encontrar algumas soluções improvisadas, como o colete diferente com que Ferris surge sobre o carro alegórico na parada do dia de Von Steuben, onde ela pegara um cardigan e retirara as mangas; o cuidado, sempre, era mostrar um Ferris "descolado".
Assim é com a jaqueta que ele usa, quando vão ao Chez Quis, onde a figurinista diz que não poderiam usar uma jaqueta do tipo motociclista, nem de um intelectual, então ela misturara um pouco de tudo.
O trabalho de Vance neste filme deu ao personagem principal uma impressionante aparência atemporal, que retrata seu caráter de forma absoluta.

## Lançamento

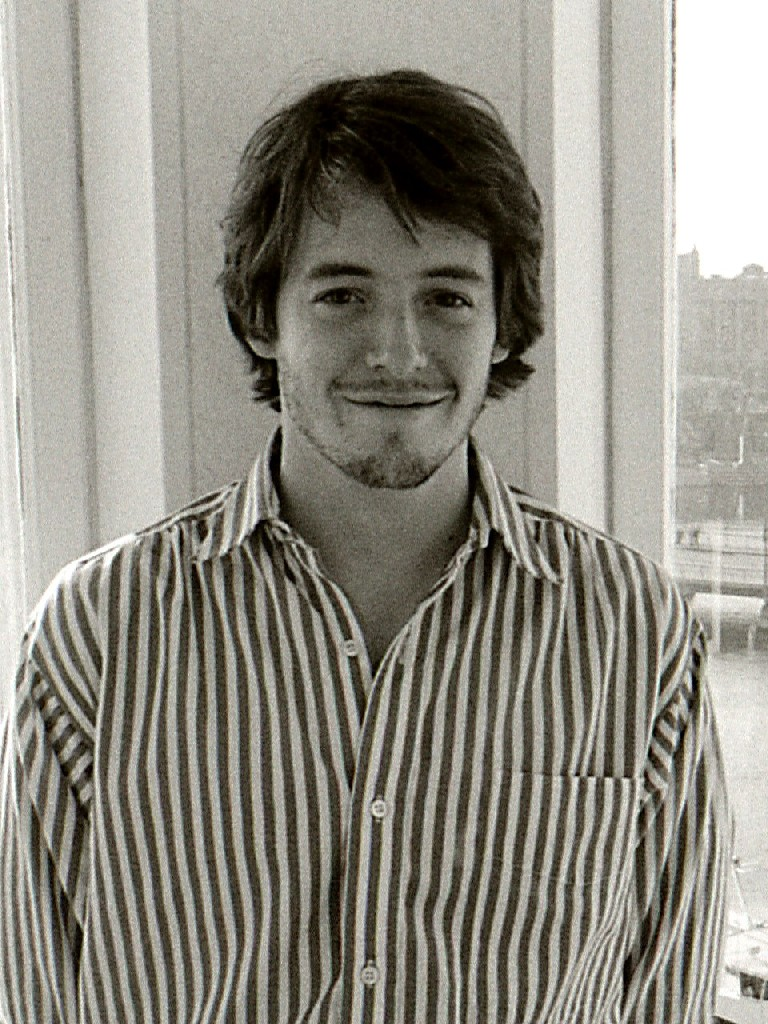
Matthew Broderick, estrela do filme, em foto de dezembro de 1986, durante a divulgação do filme.

Assim como varia de título entre Brasil e Portugal, o filme recebeu diversos nomes em volta do mundo; os principais títulos, com respectiva tradução livre, foram:
- Em espanhol: Un experto en diversión (em alguns países latino-americanos como Argentina, Chile, Colômbia, Peru e Uruguai); Todo en un día (Espanha) e La escapada de Ferris Bueller (México);
- Na Europa: em alemão, Ferris macht blau (Ferris gazeteia); em dinamarquês, En vild pjækkedag (Um selvagem dia de folga); em francês, La folle journée de Ferris Bueller (O dia louco de Ferris Bueller); em neerlandês, Ferris Bueller's baaldag (O Dia de Folga de Ferris Bueller); em italiano, Una pazza giornata di vacanza (Um louco dia de férias); em sueco, Fira med Ferris (Comemore com Ferris);

As aventuras de Ferris tiveram as seguintes datas de estreia:
- 1986: Alemanha (18 de dezembro); Austrália (21 de agosto); Finlândia (12 de dezembro); França (17 de dezembro); Itália (4 de dezembro); Países Baixos (18 de dezembro); Suécia (19 de dezembro).
- 1987: Espanha (24 de abril); Hong Kong (8 de janeiro); Japão (28 de fevereiro); Reino Unido (20 de fevereiro); Uruguai (6 de março).
- No Brasil a estreia segundo fonte da época deu-se primeiro no Rio de Janeiro, no mês de janeiro de 1987;[34] Fonte mais recente diz, entretanto, que isto ocorreu em 19 de dezembro do ano anterior.[92]

### Versões em vídeo, DVD e Blu-ray
Já em abril de 1987 foi lançado em fita, nos Estados Unidos.
A primeira versão em DVD foi feita em 1999, contendo alguns poucos extras, que não fizeram parte da edição seguinte. Nela aparece uma entrevista com Hughes feita em 1986, em que ostenta um exagerado corte de cabelo estilo mullet.
Lançada em 10 de janeiro de 2006, quando o filme completou vinte anos, a edição Bueller... Bueller, em DVD, traz alguns mini-documentários e entrevistas recentes com integrantes do elenco.
No Brasil, o DVD foi lançado em 7 de maio de 2006.
Esta versão traz o rótulo de "edição para colecionador", por conta dos extras. Entre estes, uma entrevista com John Hugues, onde faz algumas revelações sobre as filmagens, como a cena inicial em que Ferris finge estar doente, as muitas improvisações que fizeram parte da versão final e, ainda, o corte na referência feita ao ônibus espacial Challenger; foi dividido em 14 partes, som em Dolby digital 5.1, mas sem outros recursos adicionais.
Uma terceira edição em DVD foi feita, como parte integrante de uma coleção lançada pela Paramount intitulada "I Love The 80's". Manteve a resolução de áudio em Dolby 5.1 (com divisão em dois canais) e a divisão em 14 partes. Contém como extra somente alguns comentários de Hughes, mas trazia um CD encartado, intitulado "Music from the 80's" (comum a todos os filmes da coleção) e que não são as músicas do filme, de bandas como Erasure ("Chains of Love") ou INXS (com "Need You Tonight").
A versão em Blu-ray foi lançada em 5 de maio de 2009. Também divide o filme em 14 capítulos, com uma transferência de dados na ordem de 38,98 Mbps, numa resolução de 1080 pixels codificada em imagem MPEG-4 AVC Video. A versão traz como extras:
- Getting the Class Together: The Cast of 'Ferris Bueller's Day Off'  (com duração de 27:46 min)
(em português:  Reunindo a turma: O elenco de 'Ferris Bueller's Day Off' )
- The Making of 'Ferris Bueller's Day Off'  (15:31)
(em português:  O making-of)
- Who is Ferris Bueller? (9:12)
(em português:  Quem é Ferris Bueller?)
- The World According to Ben Stein (10:51)
(em português:  O mundo segundo Ben Stein)[17]
- Vintage Ferris Bueller: The Lost Tapes (10:16)
(em português:  Novidade em Ferris Bueller: as cenas perdidas)
- Class Album Photo gallery (em português:  Álbum da turma: galeria de imagens)

## Recepção

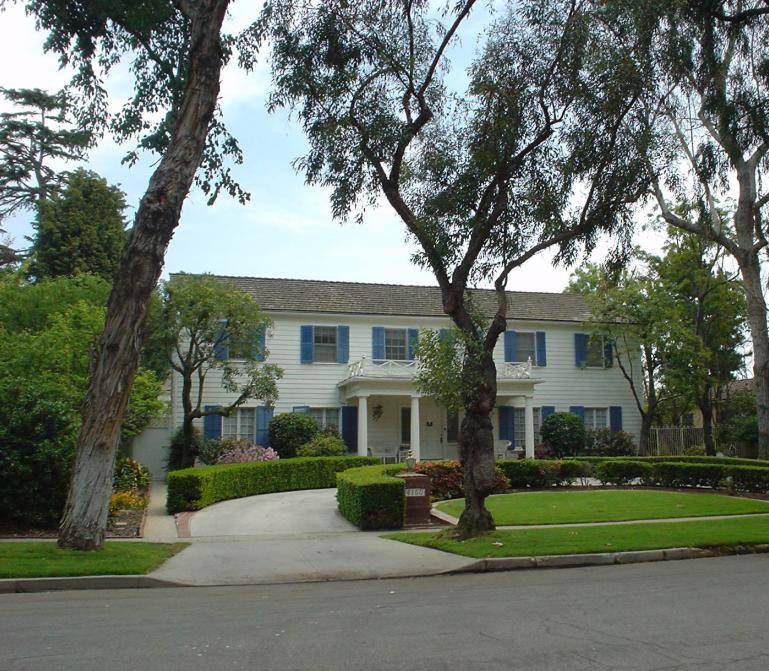
A casa dos Bueller

A obra de Hughes teve uma posição inicial da crítica muitas vezes adversa. No momento em que o filme foi lançado, havia uma forte influência do governo conservador de Ronald Reagan nos Estados Unidos da América, vivia-se uma onda neoliberal, que fizeram alguns dos críticos enxergarem neste filme uma propaganda desses valores.
A apreciação mais recente, contudo, como mais adiante pode-se ler na crítica moderna, apresenta uma outra visão sobre "Ferris Bueller", mais afeita aos aspectos filmográficos do que aos fatos sociais do momento histórico de então.
Janet Staiger, em seu livro "Perverse spectators: the practices of film reception", faz uma análise das críticas feitas em vários jornais e revistas sobre o filme. Segundo ela, alguns críticos parecem sucumbir à ideologia do consumismo, e a apreciação do filme parece ser feita apenas sob a ótica de homens brancos, ricos e caucasianos – e que esta talvez fosse diferente se feita pela ótica feminina, de um negro, gay ou hispânico. Da análise de treze publicações, encontrou alguns resultados que considerou surpreendentes, como a feita pela crítica do Washington Post, Rita Kempley; ela declarou desejar que Ferris fosse seu amigo, pois ele diz para aproveitar um dia de verão. Em vários deles, a crítica negativa revela algo que não é surpresa, contudo, por serem adultos repelindo um filme sobre adolescentes (com ressalva para dois dos críticos, que disseram haver gostado da obra), ao passo em que os resultados positivos junto ao público adolescente revelam que Hollywood acertou seu público-alvo.

### Bilheteria
A estreia do filme nos Estados Unidos se deu em 1330 cinemas, e alcançou o segundo lugar na bilheteria daquele final de semana, com US$ 6.275.647, atrás apenas do filme De volta às aulas. Ao final daquele ano, Ferris Bueller's Day Off havia alcançado uma bilheteria superior a 70 milhões de dólares, tornando-se o décimo filme mais assistido de 1986, um sucesso de bilheteria em consideração ao enxuto orçamento de 6 milhões de dólares.

### Crítica contemporânea ao filme
A crítica Nina Darnton, do The New York Times traçou um painel do filme, quando de seu lançamento em 1986, observando que a figura de Ferris surgia como um adolescente ímpar, capaz de romper a hierarquia entre idades que existe nesta fase, sendo popular entre veteranos, novatos, drogados, atletas, etc., de modo tão acentuado que faz parecer o sistema de castas indiano uma ordem igualitária. Acentua que a percepção do diretor Hughes sobre a adolescência é algo perturbador, pois este reflete com sensibilidade o "mundo de Peter Pan" sem perder a experiência e o conhecimento adultos: é assim que retrata as aulas como algo maçante, os exercícios físicos como uma tortura, e os adultos de modo estereotipado. Para ela, dois personagens crescem na trama: Cameron e Jeanie; em contrapartida, a namorada de Ferris vivida por Mia Sara é facilmente esquecível.

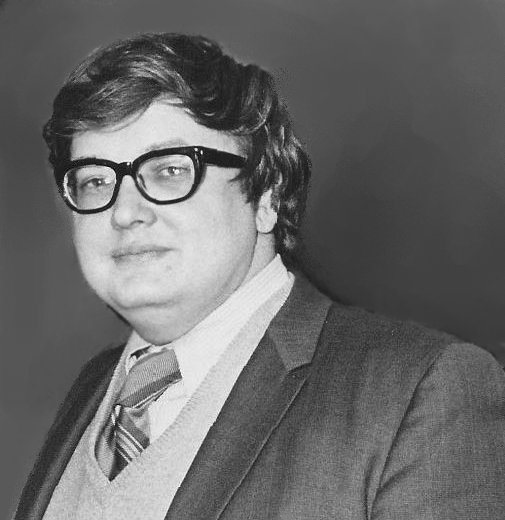
Roger Ebert, crítico de Chicago, declarou que o filme é "simplista".

No jornal local Chicago Sun-Times, o crítico Roger Ebert disse, em junho de 1986, que o filme falha em todos os aspectos, menos no de ser um "diário de viagem". Acentua que a visão dos adultos expressa por Hughes é simplista mas que, ao final das contas, o filme é bem centrado e é "leve, divertido e doce". Na trama, acentua que a finalidade de Ferris é a de aplicar uma terapia ao seu amigo Cameron, para que este tenha mais amor-próprio, e destaca a cena em que os dois amigos e Sloane (vivida pela "incrivelmente bela" Mia Sara) falam de suas vidas enquanto observam a cidade do alto da Sears Tower. De cinco estrelas que confere aos filmes, Ebert deu três à obra protagonizada por Broderick.
A Variety dissera, em 1 de janeiro de 1986, que Broderick não conseguia superar Anthony Michael Hall, ator que Hughes usara em três filmes anteriores, no papel do jovem anárquico. Para Allan Ruck, declarou que não pôde fazer muito no papel de "segundo-banana", enquanto Mia Sara estava atraente como a namorada de Ferris.
David Denby, da New York Magazine, fez na edição de 12 de junho de 1986 as críticas mais acerbas contra a obra. Segundo ele o filme é um reflexo da filosofia Reagan, onde o ideal maior da juventude é ter um carro, e toda a rebeldia foi solapada: o dinheiro não só é o objetivo mais importante da vida, é a única coisa que qualquer idiota pode almejar. Para ele o trabalho de Hughes é também um fiasco na história, onde a câmara é tão apaixonada por Ferris Bueller que permite-lhe falar diretamente com ela, para soltar pérolas como "Eu já disse isso uma vez. Vou dizer novamente: A vida passa muito rápido; se você não parar e olhar ao redor, você pode perdê-la." O herói é tão esperto que engana seus pais, um par de egocêntricos assoberbados pelo trabalho, sua irmã que é uma invejosa e o diretor da escola, um histérico apegado ao poder, que não pensa em nada mais senão aplicar a justiça contra Ferris. O clímax do filme, continua, é uma corrida saltitante de Ferris para chegar em casa antes de seus pais. E sua linda namorada pensa que um dia irá se casar com ele. Mas o que ela está querendo? Ser a primeira secundarista a ficar preocupada com o custo de vida? - questiona.
No jornal hebdomadário Chicago Reader, Dave Kehr escreveu em 1986 uma nota lacônica sobre a película, em que acentua que é pouco imaginativa – adolescentes que querem almoçar, ir ao jogo do Cubs, ao Art Institute – jovens materialistas e niilistas num mundo dividido e entediado.
A opinião contrária inicial, que se consolidou na crítica estadunidense à época do filme, pode ser resumida na frase de Frank Northern Magill, em 1987, segundo o qual "críticos cuja consciência filmográfica foi moldada pelas ideias dos anos 1960 são ofendidos pela burrice generalizada de filmes como este". Contrariando esse pensamento, o colunista conservador George Will, do Washington Post, dizia em junho de 1986, que certamente naquele momento estava "em exibição o maior filme de todos os tempos nos melhores cinemas de todas as partes".
Marc Weinberg, em 1991, escreveu que o filme, apesar de elogiado em massa pelas crianças do país, menospreza as histórias secundárias, como a paixão de Jeanie na delegacia, ou o relacionamento de Cameron com seu pai; neste último caso ele realça que o filme torna-se "pesado", quando o rapaz se torna um suicida – algo inusitado para uma comédia leve.
No Brasil, a revista Manchete dizia, em 1987, que "o roteiro de Curtindo a Vida Adoidado (Ferris Bueller's Day Off) nada tem de especial", fazendo coro à crítica contrária do país de origem da película. Também a crítica Leneide Duarte, na revista Veja de 21 de janeiro daquele ano, disse que o filme pecava por criar personagens estereotipados, como a postura heroica de Ferris, o medo e hipocondria de Cameron, ou a perseguição do diretor Rooney, que lembrava o inspetor Miguel da Turma do Bolinha, não passando de um "divertimento despretensioso para adolescentes".

### Crítica moderna
No Rotten Tomatoes, o filme tem um índice de aprovação de 80% com base em 69 críticas de críticos, com uma classificação média de 7,70/10. O consenso crítico do site diz: "Matthew Broderick encanta em Ferris Bueller's Day Off, um filme leve e irreprimivelmente divertido sobre ser jovem e se divertir". O Metacritic deu ao filme uma pontuação de 61 com base em 13 comentários, indicando "críticas geralmente favoráveis". O público pesquisado pelo CinemaScore deu ao filme uma nota média de "A-" em uma escala de A+ a F.
Quando do lançamento de versão em DVD, em 2006, Jen Chaney disse concordar com o professor/ator Ben Stein, quando declara num "extra" que "Eu não sei se há um filme mais alegre do que este" e que os extras oferecidos pelo relançamento deveriam incluir mais comentários do diretor, para que ele explicasse o poder de permanência dessa comédia.
Alguns aspectos inicialmente tidos por negativos do filme passaram a ser abordados por uma ótica alheia à política coetânea. A frase dita por Ferris sobre a rapidez da vida, apreciada negativamente por David Denby, serve de introito num capítulo de "Genre Studies in Mass Media", de Art Silverblatt (2007), que mais adiante justifica: "Uma inversão de papeis das gerações culmina em Ferris Bueller's Day Off. Em um mundo pós-moderno de rápidas mudanças que perdeu as inocentes ilusões fixadas pelas normas morais, os adolescentes são mais adaptados para agir de modo decisivo, com coragem, sabedoria e honra." Silverblatt conclui que a visão das gerações no pós-guerra passou a ser de conflito, como em Rebel Without a Cause (Juventude Transviada); nos anos 1980, como o filme de Hughes demonstra, os adultos passaram a ser irrelevantes.
Silvio Pilau, também em 2007, acentua que o enredo não poderia ser mais básico – "um adolescente que mata aula para se divertir. Simples assim." Mas, em seguida, completa: "O que fez (e ainda faz) da obra um acontecimento cultural tão impactante é a maneira irresistível na qual ela é contada pelo diretor e roteirista Hughes, além, é claro, de girar sobre um tema capaz de apelos a qualquer pessoa em qualquer idade."
Para o cronista Eduardo Haak, "Curtindo a Vida Adoidado" é um filme que possui "inesgotabilidade", uma obra cinematográfica que o espectador não se cansa de rever, tal como ocorre com certos desenhos animados. Aprecia, ainda, a função de Ferris como "agente catalisador" das mudanças no amigo Cameron Frye, considerado por Haak o verdadeiro personagem principal.
Segundo o crítico Marcelo Janot, o filme tem como cena mais marcante o acidente sofrido pela Ferrari, no final.

## Impacto cultural e influência

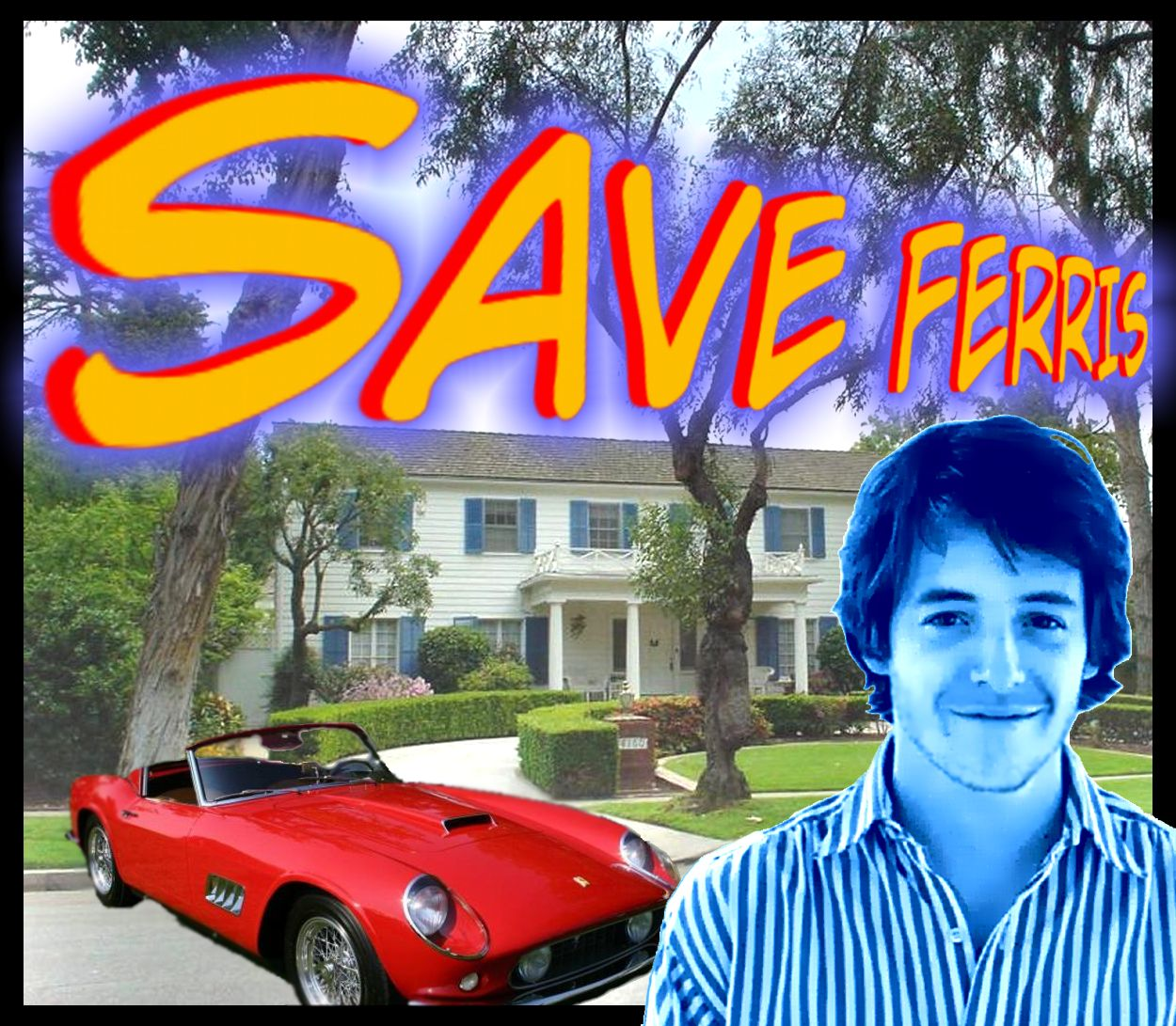
Mesmo uma frase como Save Ferris - da campanha feita pelos colegas para "salvarem" o gazeteiro de sua "doença" - teve desdobramentos culturais

Na campanha presidencial de 1992, o candidato Dan Quayle declarou que este era seu filme predileto, porque "ele lembra a mim, no meu tempo de escola"
A então Primeira-dama dos Estados Unidos da América, Barbara Bush, parafraseou Ferris num discurso proferido no Wellesley College, em 1990: "Encontre a alegria de viver, porque como Ferris Bueller disse no seu dia de folga, 'A vida anda muito rápido; e se você não parar e olhar em volta de vez em quando, irá perdê-la.'" Então, respondendo aos aplausos, acrescentou: "Não irei contar ao George que já recebi mais aplausos por causa do Ferris do que por causa dele"
A série de televisão Parker Lewis Can't Lose, exibida originalmente pela FOX entre 1990 e 1993, foi inicialmente vista como uma "cópia em carbono" do filme. A série também manteve uma tradição que fez sucesso junto ao público adolescente com a prática de se "quebrar a quarta parede" - fazendo com que o protagonista converse com o espectador, falando diretamente à câmara - recurso estilístico iniciado pelo filme de John Hughes, em 1986.
No filme paródia de 2001, Not Another Teen Movie, um banner ao fundo na cafeteria do colégio traz a inscrição que mobilizara os colegas do personagem: "Save Ferris". As bandas Rooney e Save Ferris têm seus nomes derivados do filme.
O filme é citado na trama do romance fantástico, Music to My Sorrow, de Mercedes Lackey e Rosemary Edghill, em que o personagem central, um rapaz chamado Magnus, deixa de compreender uma mensagem por ter assistido as aventuras de Ferris Bueller na televisão, e não em um cinema.
Um episódio cômico ocorrido no dia 10 de março de 1998 foi registrado pelo advogado Edward McNally, amigo de John Hughes: durante as investigações do escândalo de Bill Clinton com a estagiária Monica Lewinsky, naquela data, diante do tribunal, parou um carro do escritório do procurador Ken Starr conduzindo Kathleen Willey, ex-voluntária na Casa Branca e que tivera um suposto encontro com o Presidente em 1993. Esperada pela mídia, ela saltou do automóvel acompanhada por dois procuradores e um agente do FBI, mas vinha também acompanhada por um jovem com brincos nas orelhas; perguntado quem era, o rapaz respondeu e o jornal New York Times, no dia seguinte, por falta de algum informante que tenha assistido aos filmes dos anos 1980, estampou na primeira página: "A Sra. Willey estava acompanhada por seu filho, John Patrick Willey, 25, que misteriosamente se identificou como 'O Rei da Salsicha de Chicago'", arrematando que "Ele não deu mais detalhes".
No episódio Wherefore Art Thou, Fountain of Youth? do seriado estadunidense Two and a Half Men, o personagem Alan Harper, vivido por Jon Cryer, é confundido com Broderick e se faz passar pelo astro de "Ferris Bueller", sendo inclusive cobrado por um médico que atende ao seu irmão Charlie (vivido por Charlie Sheen) por uma sequência para o filme. O episódio foi ao ar, originalmente, no dia 19 de fevereiro de 2007 (16º da quarta temporada).

### Trabalhos científicos
Diversos estudos abordam o filme, em especial sobre a realidade que ali é exibida. Já em 1997 a obra American cultural studies, de Campbell e Kean, lembra que a "rebelião" de Ferris começa e termina em sua própria casa, lembrando à audiência que este é o local seguro.
"Curtindo a Vida Adoidado" é o objeto principal da análise feita em “Can Ferris Bueller Still Have His Day Off? Protecting Privacy in the Wireless Era”. Neste estudo é realizado um paralelo entre a tecnologia atual e a realidade vivida por Ferris, nos anos 1980 – questionando a possibilidade que ele teria em manter sua privacidade ou anonimato ao usar o telefone ou computador para encobrir suas farsas.
Um bom exemplo da influência do filme é o prefácio escrito por Thomas I. Campbell, no livro "Cinemeducation: a comprehensive guide to using film in medical education", quando relembra a passagem em que um professor de Sloane repete monotonamente aos alunos, a cada pergunta que faz, se nenhum deles sabe a resposta: “Ninguém?... Ninguém?... Ninguém?...”. Campbell relata que muitas vezes sentira-se como aquele professor, diante de alunos preocupados com seus pacientes, ou os trabalhos que iriam fazer no laboratório – e que é preciso ao professor encontrar soluções para despertar o interesse em seus alunos.
Vicky Lebeau faz a apreciação do filme numa ótica psicanalítica, no livro “Psychoanalysis and Cinema”, trazendo como primeira referência a cena final, que ocorre quando os créditos estão passando e Ferris manda os espectadores irem embora. De alguma forma, diz Lebeau, ainda ficamos sentados, esperando que algo ocorra, mesmo quando o filme já tenha acabado, demorando a voltar para o mundo real. Rostos de jovens e belos rapazes são recursos inerentes à imagem do adolescente no cinema; a exemplo da vingativa Jeannie, irmã de Ferris, que com ele se reconcilia após cair nos braços de Charlie Sheen – outro “rosto bonito”.
No capítulo terceiro deste livro (intitulado: "Femininity, fantasy and the collective (or Ferris Bueller's Day Off – take two)"), a autora lembra a diferenciação feita por Freud entre o dia de sonho masculino e o feminino; no primeiro, o homem quer mostrar-se heroico para a mulher, com intuito erótico, e para provar-lhe que prefere ela a qualquer outra; já a mulher traz o erótico naturalmente. A psicanálise freudiana traz, então os elementos que o cinema acaba por refletir. O trabalho de Lebeau ainda aprecia outras cenas e falas, como a da agora amável irmã Jeannie, quando manda Ferris para dentro de casa em tom maternal, ou a humilhação final do diretor Rooney.
José García García, da Universidade de Sevilha, entende que os filmes de Hughes constituem-se uma exceção na abordagem comum aos filmes dirigidos ao público adolescente, na década de 1980. É assim que este filme, bem como The Breakfest Club de 1985, exibem complexos processos de socialização do jovem estadunidense. Nestas duas obras o cineasta "demonstra a transgressão do tópicos referentes à personalidade do adolescente, aludindo a seus processos mentais e emocionais e a seu entorno familiar, ao tempo em que confirma e justifica os tópicos relacionados com a aparência e o comportamento social." 

### Jogo de tabuleiro
Um jogo de tabuleiro foi lançado tendo por base o filme. Consiste num caminho a ser percorrido a cada lance de dados para que os jogadores possam, à medida que avançam pelas casas, reviver as aventuras de Ferris. O jogo foi criado por um artista radicado na Argentina, em 2011, como parte de uma exposição em homenagem ao diretor John Hughes.

### Um filme com base na vida real
O advogado Edward McNally, amigo de infância de John Hughes, e ex-assessor da Casa Branca (escreveu os discursos presidenciais no período 1989 a 1991 e integrou o conselho presidencial de 2001 a 2005), publicou um ensaio no jornal The Washington Post em que relembra passagens da juventude de ambos, e estas tiveram semelhanças com alguns fatos apresentados no filme.
McNally diz que, de fato, tinham como diretor no colégio um sujeito mal-humorado e efetivamente preocupado com a frequência dos alunos. E, apesar de ter como seu melhor amigo um garoto chamado Buehler, acredita que foi injustamente tido como a inspiração do personagem central do filme de Hughes - algo a ser dito com cuidado, sobretudo por ser um advogado em Washington, D.C., um lugar que tem um Al Gore a cinicamente declarar que inventou a internet e serviu de inspiração para o personagem de Ryan O'Neal, em Love Story.
Ele admite, contudo, que as faltas sucessivas às aulas eram reais; na época sua irmã Sheila assinava as justificativas, mesmo as verdadeiras, e elas tinham sido tantas no último ano que, anos depois, quando seus irmãos levaram notas assinadas realmente por sua mãe, o diretor não acreditou fossem verdadeiras, pois não reconhecia a letra.
A história da Ferrari na verdade se passou com o furto do Cadillac Eldorado de seu pai. Após haverem rodado 113 milhas, suspenderam-no para que pudessem retroceder o odômetro; ao contrário do trágico fim da Ferrari no filme, seu pai somente descobriu a adulteração porque eles na verdade reduziram 10 mil milhas do marcador.
McNally também admite ter sido o redator do discurso no qual Barbara Bush fez alusão a Ferris, o que fez com que a velha matrona, então vista como reles dona-de-casa, ganhasse a plateia formada por alunos do colegial.
Uma outra cena do filme que também fora real é aquela em que Ferris pega sua namorada Sloane no colégio; para enganarem o diretor, quando jovem, McNally pegara o chapéu e a capa de seu pai, escondido - tal como Ferris surge, diante da escola.
Para o seu amigo de infância Hughes deixou um legado, uma mensagem que permanece acessível a todas as gerações, mesmo nos tempos atuais, com personagens que atestam sua fé na juventude.

## Homenagens
Em 2003 Matt Groening publicou a história Bart Simpson's Day Off, em que o garoto da família Simpson relembra o dia louco de Ferris Bueller, faltando à aula junto ao seu amigo Millhouse.
Em 1 de outubro de 2011 o Chicago Cubs promoveu, na sua última participação no campeonato de beisebol daquela temporada, uma exibição comemorativa do filme, que então completava 25 anos de seu lançamento; os torcedores que fossem ao estádio eram recebidos por grupos que cantavam Danke Schoen, e o filme foi exibido nos diversos telões.
Na ocasião cerca de 900 espectadores cantaram Danke Schoen, estabelecendo um novo recorde mundial, segundo o Guinness Book, superando a marca anterior de 500 pessoas.
Em 2016 o filme Deadpool faz referência à obra de Hughes quando, durante a passagem dos créditos o personagem ressurge com uma toalha na cabeça a imitar Ferris e repete sua fala: "Vocês ainda estão aqui? Já acabou. Vão para casa", e acrescenta outras falas. Sobre isto dois roteiristas daquele filme, Rhett Reese e Paul Wernick, declararam que Ferris Bueller foi realmente a inspiração que faltava para dar sentido ao roteiro que imaginavam fazer.

### Ferris Fest
2016 foi o ano em que o filme completou 30 anos de seu lançamento e, para comemorar, as cidades de Chicago, Lake Forest e Northbrook programaram a "Ferris Fest", nos dias 20 a 22 de maio (um fim-de-semana, de sexta-feira a domingo) Para o evento um quarto de Ferris foi recriado, totalmente interativo e funcional; também a parada com a encenação de "Twist and Shout" foi programada, bem como passeios de ônibus refazendo o percurso de Ferris pelas ruas da cidade.
Em Lake Forest dois cinemas exibiram o filme, enquanto Cindy Pickett e Lyman Ward confirmaram suas presenças, sendo esperadas as confirmações dos demais atores, como Broderick, Alan Ruck, Mia Sara, Jennifer Grey, Edie McClurg e Ben Stein; uma parte da renda arrecadada foi destinada à campanha nacional "Stomp Out Bullying".
O evento permitiu que os fãs revivessem todos os momentos da aventura de Ferris, sua namorada Sloane e o amigo Cameron; além do quarto recriado, poderão se sentar no mesmo lugar do  Wrigley Stadium, onde o "Cubs" jogou.